# Engelberger Rotstock
De Engelberger Rotstock is een bergtop ten oosten van Engelberg op de grens van de kantons Obwalden en Uri, Zwitserland met een hoogte van 2818 meter. De naam van de Engelberger Rotstock volgt uit het enigszins rode gesteente van de berg. De eenvoudigste route naar de top gaat vanuit Engelberg naar de Rugghubelhütte en vervolgens via het Engelberger Lücke over de nogal brokkelige zuidgraat naar de top.